# Улановский, Самуил Александрович
Самуил Александрович Улановский (1925, Урупская, Кубанский край, РСФСР, СССР, ныне , Советская, Россия) — советский преподаватель и сценарист.

## Биография
Родился в 1925 году в станице Советской, вскоре после рождения переехал в Иваново, и после окончания средней школы поступил в Ивановский энергетический институт, но окончить его помешала  война: в декабре 1942 года он ушёл добровольцем на фронт, прошёл всю войну и имел боевые награды.
После демобилизации, не имея педагогического образования, устроился на работу в одну из школ Москвы на должность учителя русского языка и литературы и настолько вжился в свой предмет, что решил связать свою жизнь с литературой: в 1947 году он уволился из школы и поступил на сценарный факультет ВГИКа (окончил в 1952 году) и с тех пор написал ряд киносценариев (два из них были экранизированы).

## Сценарные работы
- 1958 — Высокая должность
- 1958 — Мы из Семиречья